# Consthum
Consthum (en luxembourgeois : Konstem ) est une section de la commune luxembourgeoise de Parc Hosingen située dans le canton de Clervaux.

## Histoire

### L’ancienne commune
Consthum était une commune jusqu’à sa fusion avec les communes de Hoscheid et Hosingen le 1er janvier 2012 pour former la nouvelle commune de Parc Hosingen. Elle comprenait les sections de Consthum (chef-lieu) et Holzthum.